# 鹰峰 (怀俄明州)
鷹峰（Eagle Peak）是美國懷俄明州阿布薩羅卡嶺的一座山峰，海拔11372英尺（3466公尺），是黃石國家公園的最高點。

## 地質學
鷹峰是阿布薩羅卡嶺的一部分，由始新世的火山碎屑岩所構成。在上一次的冰河時期，該地區被厚度超過1600英尺（490公尺）的冰蓋覆蓋。如今鷹峰的一些地方還有冰磧物殘留。